# Bartalis Sándor
Bartalis Sándor (Magyarhermány, 1884. szeptember 30. – Kolozsvár, 1952. augusztus 7.) erdélyi magyar politikus.

## Életútja
Vas- és Fémmunkások Országos Szövetségének főtitkára (1919-40), a romániai SZDP végrehajtó bizottságának tagja (1926-38), szociáldemokrata országgyűlési képviselő, a Vas- és Fémmunkás c. szaklap főszerkesztője (1920-44), az Erdélyi Munkásnak, az SZDP hetilapjának felelős szerkesztője (1929-30). Cikkei a Munkás Újságban (1929-34), az Előre c. munkáslapban (1934-39) és több munkásnaptárban jelentek meg; szerkesztette és kiadta a Vas- és Fémmunkások Szövetsége évi jelentéseit.